# Wadley (Alabama)
Wadley – miasto w Stanach Zjednoczonych, w stanie Alabama, w hrabstwie Randolph. W roku 2023 miasto zamieszkiwały 844 osoby, a gęstość zaludnienia przekroczyła 228 osób/km².